# Alchemilla martinii
Alchemilla martinii är en rosväxtart som beskrevs av S.E.Fröhner. Alchemilla martinii ingår i släktet daggkåpor, och familjen rosväxter. Inga underarter finns listade i Catalogue of Life.